# 181-es busz (Budapest, 1977–1989)
A budapesti 181-es jelzésű autóbusz a Gyáli úti sorompó és József Attila lakótelep, Lobogó utca között közlekedett. A vonalat a Budapesti Közlekedési Vállalat üzemeltette.

## Története
1973. május 2-án a Lobogó utca és a Gyáli úti szakorvosi rendelő között 81Y jelzésű járatot indítottak, mely az Üllői utat nem érintette, a lakótelepen keresztül járt (Dési Huber utca és Ifjúmunkás utca), ezáltal a közvetlen kapcsolaton kívül további területek kaptak kiszolgálást.
A 81Y jelzése 1977. január 1-jén 181-esre módosult.
1979. július 1-jén meghosszabbították a Gyáli úti sorompóig.
1981. július 1-jén az Ecseri út metróállomás és az Aszódi utca között a 181-es járatnak besegítve 181A jelzésű betétjáratot indítottak.
1989. február 28-án megszűnt a 181-es és a 181A busz, helyettük a 81-est meghosszabbították az Aszódi utcáig. Az új „hosszú” 81-es mindkét végállomása felé érintette az Ecseri úti metróállomást, ahol így két buszmegálló lett, az első az Aszódi utca felé, a második a Lobogó utca felé tartó buszok számára.

## Útvonala
| József Attila lakótelep, Lobogó utca felé | Gyáli úti sorompó felé |
| --- | --- |
| Gyáli úti sorompó vá. – Gyáli út – Füleki utca – Aszódi utca – Ecseri út – Epreserdő utca – Ifjúmunkás utca – Dési Huber utca – Napfény utca – Lobogó utca – József Attila lakótelep, Lobogó utca vá. | József Attila lakótelep, Lobogó utca vá. – Lobogó utca – Toronyház utca – Dési Huber utca – Ifjúmunkás utca – Epreserdő utca – Ecseri út – Gyáli út – Gyáli úti sorompó vá. |

## Megállóhelyei
Az átszállási kapcsolatok között a Gyáli úti sorompó és az Ecseri út között azonos útvonalon közlekedő 181A busz nincsen feltüntetve.
| 0 | Gyáli úti sorompó végállomás                         | 7 | 23         |
| 0 | Zombori utca                                         | ∫ |            |
| 1 | Füleki utca (SZTK) (↓) Füleki utca (↑)               | 7 |            |
| 2 | Aszódi utca                                          | ∫ |            |
| 3 | Gyáli út                                             | 6 |            |
| 4 | Epreserdő utca (↓) Közterület Fenntartó Vállalat (↑) | 5 | 13         |
| ∫ | Ecseri út                                            | 4 | 13 81, 189 |
| 5 | Ifjúmunkás utca (↓) Epreserdő utca (↑)               | 3 | 81, 189    |
| 6 | Börzsöny utca                                        | 2 | 81, 189    |
| 7 | Napfény utca (↓) Pöttyös utca (↑)                    | 1 | 81, 189    |
| ∫ | Friss utca                                           | 1 | 81, 189    |
| 7 | József Attila lakótelep, Lobogó utca végállomás      | 0 | 81, 189    |